# Haunted Castle
Haunted Castle é um jogo eletrônico de plataforma desenvolvido pela Konami para arcade, lançado na América do Norte e Europa em 1987, e no Japão em 1988.
O jogo é o primeiro da série Castlevania a ter sido inicialmente lançado exclusivamente para arcade, apenas posteriormente recebendo conversões para várias plataformas, incluindo Playstation 2,[carece de fontes?] PlayStation 4, Xbox One, Nintendo Switch, e PC. Apesar de título distinto que recebeu no ocidente, Haunted Castle faz parte da série Castlevania, também sendo conhecido como Castlevania: Haunted Castle. Além disso, ainda que muitas vezes considerado um remake de Castlevania (1986), não compartilha tantos elementos em comum fora ambientação e tema.
O jogo apresenta Simon Belmont embarcando em uma jornada através de uma mansão em ruínas para salvar sua esposa Serena das garras do Conde Dracula.

## Relançamentos
Uma conversão para PlayStation 2 foi lançada pela Hamster Corporation exclusivamente no Japão em maio de 2006.[carece de fontes?]
Em 2016, a Hamster lançou uma conversão para PlayStation 4 no Japão como parte de sua série Arcade Archives de lançamentos digitais. A série foi lançada no ocidente em setembro de 2017, com opção de jogar a versão americana, europeia ou japonesa do jogo.
Haunted Castle também foi incluso na Arcade Classics Anniversary Collection, lançado digitalmente pela Konami em 19 de abril de 2019 para o PlayStation 4, Xbox One, Nintendo Switch, e PC (via Steam), com a versão do jogo dependendo da região do comprador.

## Recepção
No Japão, a edição de abril de 1988 da Game Machine listou Haunted Castle como o sexto mais bem sucedido jogo de arcade do ano.